# Hollywood Whore
Singles de Papa Roach
Forever
(2007) Lifeline
(2009)
Hollywood Whore est une chanson du groupe californien Papa Roach. Il s'agit du premier single de leur sixième album Metamorphosis.

## Clip vidéo
La vidéo montre le groupe jouant en face d'une jeune femme couchée sur le sol, l'Hollywood Whore (la prostituée d'Hollywood) dont la chanson fait référence. Finalement, la femme se lève et du sang coule de ses yeux. Son visage se tourne vers celui d'un squelette, et le sang commence à sortir de sa bouche, qui trempe le groupe.